# Rudolf Glass
Rudolf Glass (* 5. Dezember 1890 in Königsberg; † 7. März 1966 in Weimar) war ein deutscher Widerstandskämpfer gegen das NS-Regime, politischer Häftling des KZ Buchenwald und Führer von Besuchergruppen in der Nationalen Mahn- und Gedenkstätte Buchenwald.

## Lebensdaten
Glass war von 1939 bis 1945 im KZ Buchenwald als politischer Häftling interniert mit der Häftlingsnummer 2 788. Nach der Befreiung vom NS-Regime führte er Besuchergruppen durch die Gedenkstätte.